# Kaze Tachinu
The Wind Rises (風立ちぬ (Gió nổi) Kaze Tachinu) là một phim hoạt hình dã sử với kịch bản và đạo diễn thực hiện bởi Miyazaki Hayao, phát hành vào mùa hè năm 2013. Bộ phim dựa trên bộ truyện tranh cùng tên, vốn chính bộ truyện dựa trên một truyện ngắn được viết vào giai đoạn 1936-1937 của Hori Tatsuo (28/12/1904 – 28/05/1953), một nhà văn, nhà thơ và dịch giả sống vào giữa thế kỷ 20 (thời kỳ Showa) của Nhật Bản.  Miyazaki cho biết đây sẽ là bộ phim cuối cùng của ông. Tên tiếng Anh của phim là The Wind Rises.
The Wind Rises là phim có doanh thu cao nhất Nhật Bản năm 2013. Phim đã nhận được những lời tán dương từ giới phê bình cũng như các giải thưởng như giải Viện Hàn lâm Nhật Bản cho phim hoạt hình hay nhất, cùng nhiều đề cử danh giá như đề cử giải Oscar cho phim hoạt hình hay nhất, đề cử Quả cầu vàng cho phim nói tiếng nước ngoài hay nhất.

## Diễn viên
- Anno Hideaki vai Horikoshi Jirō
- Takimoto Miori  vai Satomi Naoko
- Nishijima Hidetoshi vai Honjo Kiro
- Nishimura Masahiko vai Kurokawa
- Steve Alpert vai Castorp
- Kazama Morio vai Satomi
- Takeshita Keiko vai mẹ Jirō
- Shida Mirai vai Horikoshi Kayo
- Kunimura Jun vai Hattori
- Otake Shinobu vai cô Kurokawa
- Mansai Nomura vai Giovanni Battista Caproni

## Tựa đề
Tựa đề tiếng Nhật của phim 風立ちぬ xuất phát từ bản dịch bài thơ Le cimetière marin của Paul Valéry, trong đó có câu " Le vent se lève, il faut tenter de vivre" (Gió đã nổi, chúng ta phải sống). Tác giả Hori Tatsuo đã dịch câu trên thành 「風立ちぬ、いざ生きめやも」 và đăng trong tiểu thuyết Kaze Tachinu - nguyên tác của anime này. Bản dịch tiếng Anh của phim - The Wind Rises - đã khôi phục lại thì hiện tại từ câu thơ gốc mà bản dịch của Tatsuo Hori đã chuyển qua thì hiện tại hoàn thành.

## Cốt truyện
Nhân vật chính của Kaze Tachinu là Jirō, sinh ra vào buổi giao thời của nước Nhật cũ và nước Nhật mới với niềm yêu thích mãnh liệt với không trung và những giấc mơ được lái máy bay chinh phục bầu trời, vượt qua những không gian cũ kỹ của nước Nhật. Giấc mơ chinh phục bầu trời của cậu gặp phải một trở ngại không thể vượt qua: cậu bị cận nặng và không thể trở thành phi công. Những cảm hứng từ Caproni, một kỹ sư hàng không người Ý với vẻ ngoài bảnh bao đã đem lại cho Jirō một giấc mơ mới: tự tay thiết kế ra những chiếc máy bay cho nước Nhật. Vượt qua cơn đại địa chấn phá hủy cả thành phố Tokyo năm 1923, những khó khăn trong cuộc sống của một sinh viên kỹ thuật sau thảm họa của đất nước, Jiro đã trở thành một kỹ sư thiết kế máy bay chiến đấu và tìm thấy được một nửa trái tim của mình - Naoko, một cô gái bé nhỏ, yếu đuối, nhưng luôn xinh tươi, yêu đời.
Trở thành kỹ sư thiết kế hàng không chỉ là bước khởi đầu. Những vụ bay thử thất bại, những thiết kế nhanh chóng vỡ tan nát chỉ sau vài lần tăng tốc, những bí kíp kỹ thuật như thể chỉ người Đức mới có đạt được và căn bệnh ho lao gặm nhấm Naoko từng ngày. Jirō dâng hiến tất cả tuổi trẻ và sức lực để hoàn thiện thiết kế máy bay chiến đấu, Naoko hy sinh hạnh phúc ngắn ngủi của cô để ra đi giúp người yêu hoàn thành tâm nguyện cả một đời người. Jirō cũng thành công và chiếc Mitsubishi A5M - tiền thân của chiếc Mitsubishi A6M 'Zero' - máy bay chiến đấu xuất sắc nhất trong Chiến tranh thế giới thứ hai vút bay đầy kiêu hãnh.
"Gió vẫn thổi, ta phải sống" là câu nói ở đầu phim nhưng gần như đã báo trước kết thúc. Những thiết kế quý giá của Jirō sớm trở thành đống tro tàn trong thất bại của Đế quốc Nhật Bản, anh bơ vơ trong sự nuối tiếc và cô độc khi mà Naoko từ trần. Trong những giấc mơ, Jirō thấy Caproni và Naoko bên anh, động viên anh tiếp tục sống, vì gió vẫn thổi và ta phải tiếp tục sống và mơ ước dù biết ngọn gió cuộc đời không lặng bao giờ.

## Quá trình sản xuất
Kaze Tachinu được đạo diễn bởi Miyazaki Hayao, các tác phẩm ghi dấu ấn trước đó của ông bao gồm Hàng xóm của tôi là Totoro và Sen và Chihiro ở thế giới thần bí, và là phim đầu tiên trong vòng 5 năm kể từ anime Ponyo trên vách đá. Phim được dựa trên manga cùng tên của ông định kì trên Model Graphix vào năm 2009. Bản thân manga lại được sáng tác dựa trên tiểu thuyết của Hori Tatsuo, viết vào năm 1936 - 1937 và xuất bản năm 1938. Mặc dù câu chuyện trong phim xoay quanh sự nghiệp thiết kế máy bay có thực của Horikoshi, toàn bộ câu chuyện về đời tư của nhân vật này là hư cấu.
Matsutoya Yumi sáng tác và trình bày ca khúc chủ để phim tên Hikōkigumo (ひこうき雲 nghĩa là "Đám mây máy bay").
Miyazaki tìm thấy cảm hứng thực hiện bộ phim này sau khi đọc câu nói của nhân vật Horikoshi: "Tất cả những gì tôi đã từng muốn làm là làm ra cái gì đó thật đẹp." Tuy nhiên, đây cũng là bộ phim dài cuối cùng ông thực hiện. Quá trình thực hiện phim đúng nghĩa đã vắt kiệt tinh thần và sức lực của ông hơn bất cứ bộ phim nào trước đó vì bấy giờ, anime Kaguya-hime no Monogatari của đạo diễn Takahata Isao đã thu hút rất nhiều họa sĩ tài năng khắp Nhật Bản. Vì thế, Ghibli bị thiếu nhân lực cho Kaze Tachinu. Mặt khác, Miyazaki cũng không thể an tâm giao phó cho người khác làm thay ông được vì trải nghiệm lúc thực hiện Lời thì thầm của trái tim đã khiến ông vô cùng tức giận.

## Phát hành
Phim sẽ ra mắt tại Nhật ngày 20 tháng 7 năm 2013, ban đầu dự tính cùng thời điểm với phim Kaguya-hime no Monogatari của Takahata Isao, nhưng sau đó, Tōhō thông báo Kaguya đã bị dời phát hành vào mùa thu. 21 tháng 2 năm 2014, phim được phát hành tại thị trường Bắc Mỹ bởi Touchstone Pictures, hãng phát hành thuộc sở hữu của công ty Walt Disney.

## Tranh cãi
Mặc dù nhận được nhiều khen ngợi từ các nhà phê bình và khán giả nước ngoài, Kaze Tachinu cũng vấp phải chỉ trích từ cánh tả và hữu chính trị cùng các tổ chức chống hút thuốc lá. Bên cánh tả không hài lòng khi nhân vật chính là một nhà thiết kế máy bay chiến tranh. Một số đặt câu hỏi vì sao Miyazaki lại làm một bộ phim ca ngợi kẻ đã làm ra "cỗ máy giết người", rằng trong quá trình lắp ráp máy bay có những lao động Hàn Quốc và Trung Quốc bị ép buộc làm việc. Một phần Nam Hàn cũng có chỉ trích tương tự với bộ phim.
Trong một bài phỏng vấn với Asahi Shimbun, đạo diễn Miyazaki nói ông có "cảm xúc rất phức tạp" với cuộc chiến, nhưng nói về chiếc máy bay Zero, ông cho rằng đó là "một trong những thứ ít ỏi mà người Nhật có thể tự hào - chúng là sự hiện diện đúng nghĩa dữ dội, và những phi công lái chúng cũng thế."

## Manga
Vào tháng 2 năm 2009, Miyazaki Hayao vẽ một mini-series gồm 2 phần mang tên Kaze Tachinu đăng trên Model Graphix. Truyện xoay quanh Horikoshi Jirō, người đã thiết kế chiếc máy bay chiến đấu trong Chiến tranh thế giới thứ hai nổi tiếng của Nhật, Mitsubishi A6M Zero.